# مايكروسوفت لوميا 540
مايكروسوفت لوميا 540 (بالإنجليزية:Microsoft Lumia 540) هو سابع هاتف ذكي من إنتاج وتطوير مايكروسوفت موبايل قطاع الهواتف الذكية التابع للشركة العملاقة مايكروسوفت الأمريكية تم أطلاق الهاتف الذكي الجديد في 15 من الشهر الحالي أبريل من العام 2015 يأتي الهاتف بنظام ويندوز فون 8.1 وقابل للتحديث لنظام ويندوز 10 بشاشة لمس 5 بوصة وبكاميرا أمامية 5 ميغا بكسل وبكاميرا خلفية إيضا 8 ميغابكسل ووزن الهاتف الذكي هو 152 غرام ويأتي بذاكرة عشوائية 2 غيغابايت وذاكرة خارجية حتى 128 غيغابايت.